# Стратигос, Георгиос
Георгиос Стратиго́с (греч. Γεώργιος Στρατηγός; 1876, Керкира — 1944, Афины) — греческий художник и реставратор первой половины 20-го века. Один из самых видных греческих военных художников Балканских войн.

## Биография
Георгиос Стратигос родился в 1876 году на острове Керкира. Первоначальное художественное образование получил на своём родном острове. Учился в Афинской школе изящных искусств. С 1907 года продолжил учёбу в Мюнхенской академии художеств.
С началом Балканских войн в 1912 году, Георгиос Стратигос вернулся в Грецию и последовал рядовым за греческой армией, в её победоносных походах против турок и болгар. К этому периоду относится ряд батальных картин художника и военных портретов. В 1914 году Стратигос вернулся в Мюнхен, где вновь стал учиться. На этот раз реставрации произведений искусства. Художник окончательно вернулся в Грецию в 1936 году.
Кроме работы живописца, искусствоведы отмечают его деятельность, вместе с Георгием Хадзопулосом и Одиссеем Фокасом, в качестве реставраторов картин в Национальной художественной галерее Греции.
В 1940 году Стратигос был назначен директором Национальной галереи Греции. Георгиос Стратигос умер в Афинах в 1944 году, во время тройной, германо-итало-болгарской оккупации, Греции..